# What Do You Take Me For?
"What Do You Take Me For?" é uma canção da cantora inglesa Pixie Lott. Composta por Lott, Anne Preven e Christopher William Mercer, teve produção encarregada pelo último sob seu nome artístico Rusko. A faixa conta com a participação do rapper estado-unidense Pusha T, que participou da sua composição.

## Lançamento
"What Do You Take Me For?" foi lançada no Reino Unido em 4 de novembro de 2011 através de download digital pela gravadora Mercury.

## Recepção crítica
Ian Gittins, do jornal The Guardian, chamou "What Do You Take Me For?" de uma das faixas do álbum que "nunca ultrapassam o competente genérico". Robert Copsey, do portal Digital Spy, brincou com o verso inicial de Pusha T de tema associado ao Dia das Bruxas e apreciou a parte de Lott no refrão que mostra um poder de enfrentamento feminino. Duncan Gillespie, da revista NME, relatou que a canção é "razoavelmente boa", enquanto os redatores do Daily Star Kim Dawson e John Earls comentaram que a música exalta a voz da artista.

## Desempenho nas tabelas musicais
Em 10 de novembro de 2011, "What Do You Take Me For?" estreou no número trinta da compilação irlandesa da Irish Recorded Music Association. Três dias após, a The Official Charts Company, empresa britânica que publica a tabela musical UK Singles Chart, divulgou que o single ficara no décimo lugar da lista com 34.335 cópias vendidas na sua primeira semana. Na Escócia, a canção obteve o nono lugar da compilação da companhia supracitada.

## Lista de faixas
| Extended play (EP) digital |                                                              |         |  |
| N.º                        | Título                                                       | Duração |  |
| 1.                         | "What Do You Take Me For?" (com Pusha T)                     | 2:55    |  |
| 2.                         | "What Do You Take Me For?" (com Pusha T) (Bimbo Jones Remix) | 5:55    |  |
| 3.                         | "What Do You Take Me For?" (com Pusha T) (E-Squire Remix)    | 5:31    |  |
| 4.                         | "What Do You Take Me For?" (com Pusha T) (Benji Boko Remix)  | 3:06    |  |
| Duração total:             | Duração total:                                               | 17:27   |  |